# Caporal maggiore
Il caporal maggiore è il terzo grado della categoria dei militari di truppa delle forze armate italiane, superiore del caporale e inferiore del Graduato. L'abbreviazione nei documenti ufficiali è "C.le Magg." o "C.M".
Il corrispettivo in codice NATO è OR-3.

## Conferimento
Il grado viene conferito automaticamente a tutti i VFP4, dopo il compimento di 18 mesi di servizio.

## Caratteristiche e avanzamento
I gradi di caporale e caporal maggiore e gradi corrispondenti sono conferiti dal comandante di corpo.
Il distintivo di grado del caporale maggiore è costituito da un gallone nero con due filetti verdi, ovvero da un gallone rosso con due filetti rossi per le aviotruppe. Il grado di caporal maggiore permane dal 18º mese di servizio fino alla fine della ferma quadriennale. Alla scadenza del quarto anno il militare ottiene una rafferma biennale assumendo il grado di Graduato VFP4 e partecipa a un concorso interno per titoli divenendo Graduato VSP (Volontario in servizio permanente). In caso di esito negativo permane con lo status da VFP4 fino alla fine della rafferma. Terminata quest'ultima ottiene una seconda rafferma biennale partecipando di nuovo al concorso al fine di transitare in servizio permanente. La ferma, per chi non riesce a transitare subito in servizio permanente, può protrarsi quindi fino a otto anni con la formula "4+2+2".

## Corrispondenze
| Periodo di servizio | Esercito Italiano                               | Marina Militare           | Aeronautica Militare |
| ------------------- | ----------------------------------------------- | ------------------------- | -------------------- |
| Alla nomina         | Caporale paracadutista                          | Comune di prima classe    | Aviere scelto        |
| Dopo 18 mesi        | Caporal maggiore Caporal maggiore paracadutista | Sottocapo                 | Primo aviere         |
| Con la rafferma     | Primo caporal maggiore                          | Sottocapo di terza classe | Aviere capo          |

### Regno delle Due Sicilie
Nel Real Esercito del Regno delle Due Sicilie il grado omologabile al caporal maggiore era il caporal foriere che poteva essere raggiunto dai caporali mediante promozione. Le procedure di avanzamento di grado si fondavano principalmente su esami di idoneità periodici, ed in alcuni casi su criteri di anzianità. L'esame di idoneità per avanzare di grado seguiva una procedura simile per quasi tutti i livelli gerarchici fino a quello di ufficiale: un soldato di truppa poteva accedere al grado di caporale tramite l'ammissione ad un esame indetto dal colonnello comandante del Reggimento. I candidati dovevano quindi consegnare la domanda ai comandi di compagnia, che la corredavano delle loro osservazioni. Successivamente veniva pubblicata la lista degli ammessi agli esami (generalmente tre candidati per ogni posto disponibile) e si nominava la commissione giudicatrice. L'esame quindi aveva luogo tramite prove scritte e tecnico-pratiche secondo un programma autorizzato dalla Direzione Generale. Il verbale delle prove d'esame, con osservazioni e punteggi, era quindi consegnato al colonnello comandante che rendeva noti i risultati pubblicando la graduatoria. Le promozioni avevano luogo tramite questa graduatoria. La stessa procedura era usata per le promozioni dal grado di caporale a quello di caporal foriere, secondo sergente e primo sergente. Per la promozione ad aiutante di campo (il grado maggiore per un sottufficiale) e per la promozione ad alfiere (il grado minore dell'ufficialità) la commissione esaminatrice era ampliata con ufficiali superiori a cui spesso si univano dei generali.

## Omologhi nel mondo

### Canada
Nel Canadian Army e nella Royal Canadian Air Force il grado omologo è caporale capo (inglese: Master corporal; francese: caporal chef) superiore a caporale e inferiore a sergente. Il grado omologo nella Royal Canadian Navy è marinaio capo (inglese: Master Seaman; francese: Matelot-chef) superiore a Matelot de première classe, corrispondente al comune di prima classe dalla Marina Militare Italiana e inferiore al Maître de deuxième classe, corrispondente al sergente della Marina Militare Italiana. 
| Grado inferiore: Caporal | Grado: Caporal-chef | Grado superiore: Sergent |

### Belgio
Nelle Forze armate del Belgio il grado omologo nell'esercito e nell'aeronautica è Caporale capo (francese: Caporal-chef; fiammingo: Korporaal-chef) che è il grado più basso tra i volontari d'élite; il grado omologo nella Marina del Belgio è Primo quartiermastro (francese: Quartier-maître-chef; fiammingo: Kwartiermeester-chef) che è il grado più basso tra i volontari d'élite.

### Francia
Nelle forze armate francesi il grado omologo nell'Armée de terre e nell'Armée de l'air è Caporale capo (francese: Caporal-chef); il grado omologo nella Marine nationale è Quartiermastro di prima classe (francese: quartier-maître de première classe).

### Germania
Nelle forze armate tedesche il grado equivalente è Obergefreiter, mentre il grado di caporal maggiore (tedesco: Stabskorporal) è omologo al graduato aiutante dell'Esercito e dell'Aeronautica Militare Italiana e al sottocapo aiutante della Marina Militare Italiana.